# Lenguas bwa
Las lenguas bwa (también bwamu o bomu) son una subdivisión de las lenguas gur septentrionales hablada por los pueblos bwa que habitan en noreste de Burkina Faso y el sureste de Malí. Este grupo está formado por cuatro lenguas que no son mutuamente inteligibles. Ethnologue estima que la integibilidad entre el buamu (Bwamu Ouarkoye/Warkoye), y el cwi (twi) es sólo de un 30% siendo el resto de variedades algo más cercanas entre sí.

## Comparación léxica
Los numerales en diferentes variedades de lenguas bwa son:
| GLOSA | Buamu | Láá Láá | PROTO- BWA |
| ----- | ----- | ------- | ---------- |
| '1'   | dòũ̀   | dò      | *dõ        |
| '2'   | ɲuː   | ńɲɔ     | *-ɲo       |
| '3'   | tĩː   | ńtĩ     | *-tĩ       |
| '4'   | náː   | ńnɛ́     | *-nɛ       |
| '5'   | hònú  | hùanú   | *-hwa-nu   |
| '6'   | hèzĩ̀ː | hùezĩn  | *-hwa-dĩ   |
| '7'   | hèɲuː | hòːɲu   | *-hwa-ɲo   |
| '8'   | hètĩː | hɔ̀ːtĩ   | *-hwa-tĩ   |
| '9'   | dènú  | dĩ̀ːní   | *denu      |
| '10'  | pílú  | píru    | *piru      |